# Nellie Bly
Nellie Bly (født 5. maj 1864, død 7. januar 1922), født Elizabeth Jane Cochran i Cochran's Mills i Pennsylvania, var en pionér indenfor undersøgende journalistik.

## Opvækst
Cochran fik sin første uddannelse hjemme, men gik senere på skole i Indiana.  I 1881 flyttet familien til Pittsburgh, hvor hun debuterede i  journalistik. I 1885 udgav Pittsburgh Dispatch en artikel, What girls are good for, der ville man indskrænke kvinders verden til hus arbejde og familie. Til denne artikel forfattet den 18-årige Elizabeth et engageret svarbrev, noget som resulterede i at chefredaktøren tilbød hende arbejde på avisen og foreslog pseudonymet Nellie Bly efter en populær sang af Stephen Foster.